# فيديريكو مانيني
فيديريكو مانيني (بالإيطالية: Federico Mannini)‏ هو لاعب كرة قدم إيطالي في مركز الدفاع، ولد في 18 أبريل 1992 في سيينا في إيطاليا. شارك مع منتخب إيطاليا تحت 17 سنة لكرة القدم ومنتخب إيطاليا تحت 18 سنة لكرة القدم ومنتخب إيطاليا تحت 19 سنة لكرة القدم ومنتخب إيطاليا تحت 20 سنة لكرة القدم. أما مع النوادي، فقد لعب مع إنتر ميلان وكوسينزا كالشيو ونادي تريستينا ونادي سيينا.

## وصلات خارجية
- فيديريكو مانيني على موقع الاتحاد الدولي (مؤرشف)  (الإنجليزية)
- فيديريكو مانيني على موقع قاعدة بيانات كرة القدم.إي يو (الإنجليزية)